# Treštanovci
Treštanovci falu Horvátországban, Pozsega-Szlavónia megyében. Közigazgatásilag Jakšićhoz tartozik.

## Fekvése
Pozsegától légvonalban 7, közúton 9 km-re északkeletre, községközpontjától légvonalban 3, közúton 4 km-re északnyugatra, Szlavónia középső részén, a Pozsegai-medencében, Ramanovci és Eminovci között fekszik.

## Története
A település északi határában található „Gradina” nevű lelőhely régészeti leleteinek tanúsága szerint itt már a római korban település volt. A régészeti feltárások 1972-ben kezdődtek a területen. Ezek során késő római temetőre bukkantak. A sírokból kerámia és üvegtárgyak, ékszerek mellett Valens, Constans és Constantinus császárok pénzei kerültek elő. A temetőtől északkeletre, római villa alapfalaira találtak. A 4. századból származó késő római sírok leletanyagának elemzése után a szakemberek arra a következtetésre jutottak, hogy az itt eltemetettek részben az ókori forrásokban „Incerum” néven említett település romanizált őslakosságához, részben pedig a 4. században érkezett vegyes, alánokból, keleti gótokból és hunokból álló lakossághoz tartoztak. A római település közelségét megerősítették a 2006-ban folytatott feltárások, melyek során vízvezetékkel, központi fűtéssel ellátott, mozaikokkal és freskókkal díszített, fürdővel rendelkező luxusvilla maradványait tárták fel.
A mai település már a középkorban is létezett, 1299-ben „terras comitis Tristani” alakban szerepel a pozsegai káptalan levéltárában található Farkas fia Záh adománylevelében. A Trešćanović család valószínűleg a településről kapta a nevét és nem fordítva. A környék településeivel együtt 1537-ben foglalta el a török. A török korban a katolikus horvátok és a muzulmánok mellé Boszniából pravoszláv szerbek érkeztek. 1687-ben szabadult fel a török uralom alól. 1698-ban „Trescsinovacz” néven 15 portával szerepel a török uralom alól felszabadított szlavóniai települések összeírásában. A muzulmán lakosság Boszniába távozott. Néhány év múltán a félig üres faluba 10 szerb család települt be. Ezek nagy része ugyan nemsokára kihalt, de két család utódai ma is itt élnek. 1702-ben 17, 1760-ban 36 ház állt a településen. A velikei uradalomhoz tartozott. A 18. században pravoszláv parókia és iskola működött a településen.
Az első katonai felmérés térképén „Dorf Trestanovacz”néven látható. Lipszky János 1808-ban Budán kiadott repertóriumában „Tresztanovczi” néven szerepel. Nagy Lajos 1829-ben kiadott művében „Tresztanovcze” néven 60 házzal, 27 katolikus és 449 ortodox vallású lakossal találjuk. A 19. század közepétől a megmaradt horvátok és szerbek mellé csehek és németek települtek be.
1857-ben 133, 1910-ben 341 lakosa volt. 1910-ben a népszámlálás adatai szerint lakosságának 50%-a horvát, 37%-a szerb, 6%-a német, 4%-a cseh anyanyelvű volt. Pozsega vármegye Pozsegai járásának része volt. Az első világháború után 1918-ban az új szerb-horvát-szlovén állam, majd később (1929-ben) Jugoszlávia része lett. 1991-ben lakosságának 44-44%-a horvát és szerb nemzetiségű volt. A településnek 2011-ben 257 lakosa volt.

## Lakossága
| Lakosság változása | Lakosság változása | Lakosság változása | Lakosság változása | Lakosság változása | Lakosság változása | Lakosság változása | Lakosság változása | Lakosság változása | Lakosság változása | Lakosság változása | Lakosság változása | Lakosság változása | Lakosság változása | Lakosság változása | Lakosság változása |
| ------------------ | ------------------ | ------------------ | ------------------ | ------------------ | ------------------ | ------------------ | ------------------ | ------------------ | ------------------ | ------------------ | ------------------ | ------------------ | ------------------ | ------------------ | ------------------ |
| 1857               | 1869               | 1880               | 1890               | 1900               | 1910               | 1921               | 1931               | 1948               | 1953               | 1961               | 1971               | 1981               | 1991               | 2001               | 2011               |
| 133                | 173                | 163                | 210                | 287                | 341                | 354                | 424                | 359                | 395                | 421                | 363                | 326                | 299                | 277                | 257                |

## Nevezetességei
- Gradina régészeti lelőhely.
- Urunk mennybemenetele tiszteletére szentelt pravoszláv templomát a második világháborúban lerombolták. Újjáépítése 1983 és 1984 között történt.

## Oktatás
A településen a jakšići elemi iskola alsó tagozatos területi iskolája működik.